# Classificazione bibliotecaria
Una classificazione bibliotecaria è un sistema di classificazione volto a dare un ordine a degli insiemi di oggetti o idee scomponendoli ed assemblandoli, secondo il grado di somiglianza esistente tra di loro, in classi e sottoclassi sempre più dettagliate, fin quando il processo di suddivisione porti a concetti singoli. È quindi un processo di organizzazione consistente nell'applicare tali concetti ai documenti di una biblioteca, suddividendoli in aree disciplinari ed inserendovi tutti quelli che appartengono allo stesso argomento.

## Struttura
Ogni schema di classificazione bibliotecaria si compone di tre parti:
- tavole principali: si tratta dell'impianto dello schema, costituito da varie classi disciplinari e dalle loro divisioni e sottodivisioni;
- tavole ausiliarie: raccolgono una serie di concetti aggiuntivi (ad esempio, la forma della presentazione e la definizione geografica o cronologica), che si possono aggiungere, nelle modalità previste dallo schema, ai concetti principali;
- indice alfabetico (anche detto indice relativo): indica gli argomenti che per la natura della classificazione sono dispersi tra varie classi (ad esempio donna è presente in storia, religione, arte, diritto, …).

## Tipologie
Esistono vari schemi di classificazione bibliotecaria, che possono essere suddivisi in due grandi categorie:
- schemi gerarchico-enumerativi, nei quali ogni classe è sviluppata in tutte le possibili sottoclassi e all'interno di ogni sottoclasse sono enumerate tutte le classi di terzo livello. Si tratta di un percorso a biforcazioni, che parte dalle materie più generali e si addentra progressivamente in aree più circoscritte: lo sviluppo è esclusivamente verticale. Per ogni argomento considerato esiste una notazione già costituita poiché nelle “tavole principali” dello schema appaiono tutte le suddivisioni previste. Il classificatore può solo aggiungere concetti ausiliari secondo le regole prefissate. Il limite di questa classificazione è la rigidezza dell'intelaiatura a caselle, che stenta ad evidenziare i collegamenti logici tra i soggetti e crea difficoltà nella collocazione delle materie interdisciplinari. Esempi: la Classificazione decimale Dewey e la Classificazione della Library of Congress.
- schemi analitico-sintetici, detti anche "a faccette"[1], di impianto concettuale più evoluto e di costituzione più recente. All'interno di ogni classe il soggetto è scomposto nei suoi elementi costitutivi (o concetti-base), ordinati in appropriate categorie o “faccette”, ed è riformulato attraverso la combinazione dei concetti sulla base delle reciproche relazioni[2]. Esempio: la Classificazione Colon.

Gli schemi di classificazione bibliotecaria si dividono anche in generalisti, se trattano del sapere in generale, o specialistici, se riguardano specifici campi del sapere.

## Notazione
La notazione è parte integrante di tutti i cataloghi sistematici. Serve per esprimere il contenuto di un documento e specificarne la posizione concettuale (nel sistema di classificazione) e fisica dell'oggetto negli scaffali. I suoi requisiti principali sono: la semplicità, la chiarezza espressiva delle gerarchie e la possibilità per l'operatore di introdurre nuovi concetti senza alterare l'ordinamento di classificazione.

I simboli utilizzati per formare la notazione possono essere: lettere (notazione alfabetica), numeri (notazione numerica), lettere e numeri (notazione alfanumerica) o altri segni diversi di tipo matematico o grammaticale (+ = :).

Nella collocazione degli oggetti sugli scaffali fisici o virtuali la notazione è utilizzata come segnatura sull'oggetto per indicare dove esso si trovi.